# Беркан Кутлу
Беркан Ісмаїл Кутлу (тур. Berkan İsmail Kutlu, нар. 25 січня 1998, Монте, Швейцарія) — турецький футболіст, опорний півзахисник клубу «Галатасарай» та національної збірної Туреччини.

## Ігрова кар'єра

### Клубна
Беркан Кутлу народився у швейцарському місті Монте. Там і почав грати у футбол у місцевому клубі аматорського рівня. Влітку 2018 року футболіст приєднався до клубу Суперліги «Сьйон», де починав виступати у молодіжній команді. Дебют у першій команді «Сьйона» на професійному рівні відбувся у червні 2020 року. В першій команді Кутлу зіграв лише два матчі.
В липні 2020 року після завершення контракт зі «Сьйоном», Кутлу повернувся на історичну батьківщину, де приєднався до клубу «Аланіяспор». У команді він відіграв один сезон, після чого підписав п'ятирічний контракт зі столичним «Галатасараєм».
За два роки, 31 серпня 2023, був орендований італійським «Дженоа».

### Збірна
У 2020 році Беркан Кутлу провів три матчі у складі молодіжної збірної Туреччини.
У жовтні 2021 року у матчі відбору до чемпіонату світу 2022 року проти команди Норвегії Кутлу дебютував у національній збірній Туреччині.

## Статистика виступів

### Статистика клубних виступів
Станом на 31 серпня 2023
| Сезон                   | Команда                 | Чемпіонат               | Чемпіонат | Чемпіонат | Національний кубок | Національний кубок | Національний кубок | Континентальні кубки | Континентальні кубки | Континентальні кубки | Інші змагання | Інші змагання | Інші змагання | Усього | Усього | Усього |
| Сезон                   | Команда                 | Ліга                    | Ігор      | Голів     | Ліга               | Ігор               | Голів              | Ліга                 | Ігор                 | Голів                | Ліга          | Ігор          | Голів         | Ігор   | Голів  |        |
| ----------------------- | ----------------------- | ----------------------- | --------- | --------- | ------------------ | ------------------ | ------------------ | -------------------- | -------------------- | -------------------- | ------------- | ------------- | ------------- | ------ | ------ | ------ |
| 2019–20                 | «Сьйон»                 | СЛ                      | 2         | 0         | КШ                 | 0                  | 0                  |                      | -                    | -                    |               | -             | -             | 2      | 0      |        |
| 2020–21                 | «Аланьяспор»            | СЛ                      | 38        | 3         | КТ                 | 4                  | 0                  | ЛЄ                   | 0                    | 0                    |               | -             | -             | 42     | 3      |        |
| 2021–22                 | «Галатасарай»           | СЛ                      | 35        | 0         | КТ                 | 1                  | 0                  | ЛЄ                   | 12                   | 0                    |               | -             | -             | 48     | 0      |        |
| 2022–23                 | «Галатасарай»           | СЛ                      | 24        | 0         | КТ                 | 4                  | 1                  |                      | -                    | -                    |               | -             | -             | 28     | 1      |        |
| серп.2023               | «Галатасарай»           | СЛ                      | 2         | 0         | КТ                 | 0                  | 0                  | ЛЧ                   | 4                    | 0                    |               | -             | -             | 6      | 0      |        |
| Усього за «Галатасарай» | Усього за «Галатасарай» | Усього за «Галатасарай» | 61        | 0         |                    | 5                  | 1                  |                      | 16                   | 0                    |               | -             | -             | 82     | 1      |        |
| 2023–24                 | «Дженоа»                | A                       | 0         | 0         | КІ                 | 0                  | 0                  | -                    | -                    | -                    | -             | -             | -             | 0      | 0      |        |
| Усього за кар'єру       | Усього за кар'єру       | Усього за кар'єру       | 101       | 3         |                    | 9                  | 1                  |                      | 16                   | 0                    |               | -             | -             | 126    | 4      |        |

### Статистика виступів за збірну
Станом на 31 серпня 2023
| Дата       | Місто      | Господарі         | Результат | Гості     | Турнір                               | Голи | Примітки |
| ---------- | ---------- | ----------------- | --------- | --------- | ------------------------------------ | ---- | -------- |
| 8-10-2021  | Стамбул    | Туреччина         | 1 – 1     | Норвегія  | Відбір до ЧС 2022                    | -    | 58'      |
| 13-11-2021 | Стамбул    | Туреччина         | 6 – 0     | Гібралтар | Відбір до ЧС 2022                    | -    | 82'      |
| 16-11-2021 | Подгориця  | Чорногорія        | 1 – 2     | Туреччина | Відбір до ЧС 2022                    | -    | 79'      |
| 24-3-2022  | Порту      | Португалія        | 3 – 1     | Туреччина | Відбір до ЧС 2022                    | -    | 63'      |
| 29-3-2022  | Конья      | Туреччина         | 2 – 3     | Італія    | товариський матч                     | -    | 63'      |
| 11-6-2022  | Люксембург | Люксембург        | 0 – 2     | Туреччина | Ліга націй УЄФА 2022-2023 - 1-й етап | -    | 81'      |
| 25-9-2022  | Торсгавн   | Фарерські острови | 2 – 1     | Туреччина | Ліга націй УЄФА 2022-2023 - 1-й етап | -    | 50' 59'  |
| Усього     |            | Матчів            | 7         |           | Голів                                | 0    |          |

## Титули і досягнення
- Чемпіон Туреччини (3):

«Галатасарай»: 2022-23, 2023-24, 2024-25
- Володар Суперкубка Туреччини (1):

«Галатасарай»: 2023
- Володар Кубка Туреччини (1):

«Галатасарай»: 2024-25